# レゼコー
レゼコー（レ・ゼコー、Les Echos）は、フランスの経済紙。

## 概要
セルバン＝シュレベール兄弟によって、1908年に創刊された。ラ・トリビューン（La Tribune）と並ぶ主要な経済紙である。